# Josef Gauchel
Josef Gauchel, dit Jupp, est un footballeur allemand, né le 11 septembre 1916 et mort le 21 mars 1963.

## Biographie
En tant qu'attaquant, il fut international allemand à 16 reprises (1936-1942) pour 13 buts. 
Sa première sélection eut lieu dans le cadre des JO 1936 de Munich, contre le Luxembourg, qui se solda par un score sans appel (9-0, dont deux buts de Josef Gauchel). Mais l'Allemagne sera éliminée au tour suivant par la Norvège (0-2).
Il contribua à qualifier l'Allemagne pour la Coupe du monde de football 1938, en France, inscrivant un doublé dans les éliminatoires contre l'Estonie (4-1). Il joue le match contre la Suisse au Parc des Princes et inscrit un but à la 29e minute, ne permettant pas de donner la victoire (1-1). Il ne joue pas le second match qui voit la victoire suisse et voit l'Allemagne éliminée dès le 1er tour.
Sa dernière sélection fut le 19 juillet 1942, contre la Bulgarie, qui se solda par une victoire 3 buts à 0.
Il jouait dans le club de TuS Neuendorf durant les années 1930, mais il ne remporta rien.